# Xızı (ort)
Xızı (svensk transkribering: Chychy, ryska: Хызы: Chyzy) är en distriktshuvudort i Azerbajdzjan.   Den ligger i distriktet Xızı rayonu, i den östra delen av landet, 90 km nordväst om huvudstaden Baku. Xızı ligger 745 meter över havet och antalet invånare är 1 024.
Terrängen runt Xızı är lite bergig. Runt Xızı är det ganska glesbefolkat, med 26 invånare per kvadratkilometer.. Närmaste större samhälle är Siadan, 18,0 km norr om Xızı. 
Omgivningarna runt Xızı är i huvudsak ett öppet busklandskap.